# Cortes de Valladolid (1325)

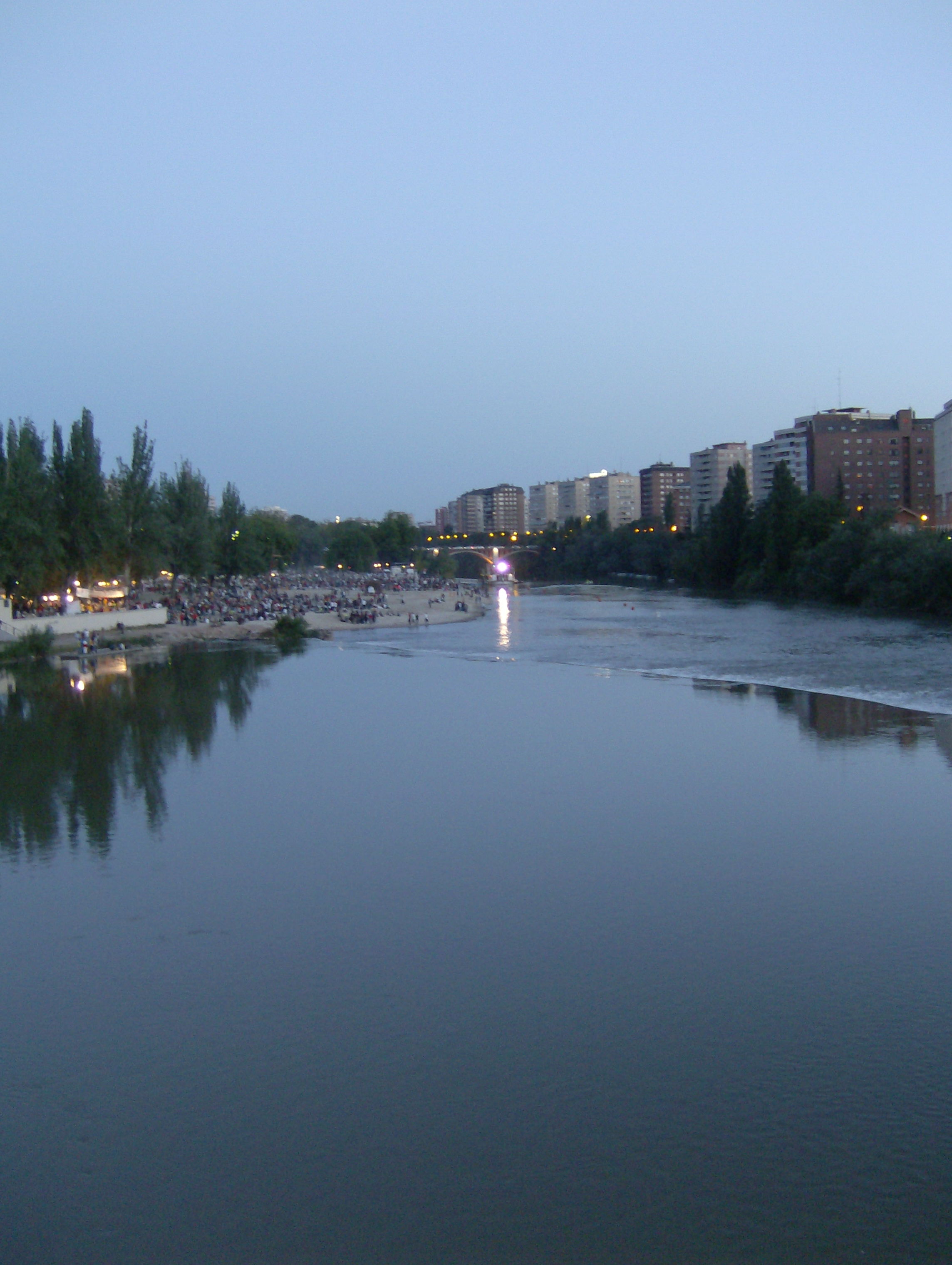
El río Pisuerga a su paso por la ciudad de Valladolid.

Cortes de Valladolid de 1325. Cortes del reino de Castilla celebradas en la ciudad de Valladolid en el año 1325, durante el reinado de Alfonso XI de Castilla. 
En ellas fue reconocida la mayoría de edad de Alfonso XI el Justiciero, y diversos autores señalan que poseen una especial relevancia porque marcan la línea divisoria entre una etapa de debilitamiento de la monarquía y otra de aumento de la autoridad real, y también porque sirvieron para demostrar el estado real en que se encontraba Castilla en el momento de acceder Alfonso XI a la mayoría de edad y, por ende, todos los problemas e irregularidades que era necesario enmendar, ya que en la Crónica de Alfonso XI consta que en ninguna parte del reino se administraba justicia correctamente.

## Las Cortes de Valladolid de 1325

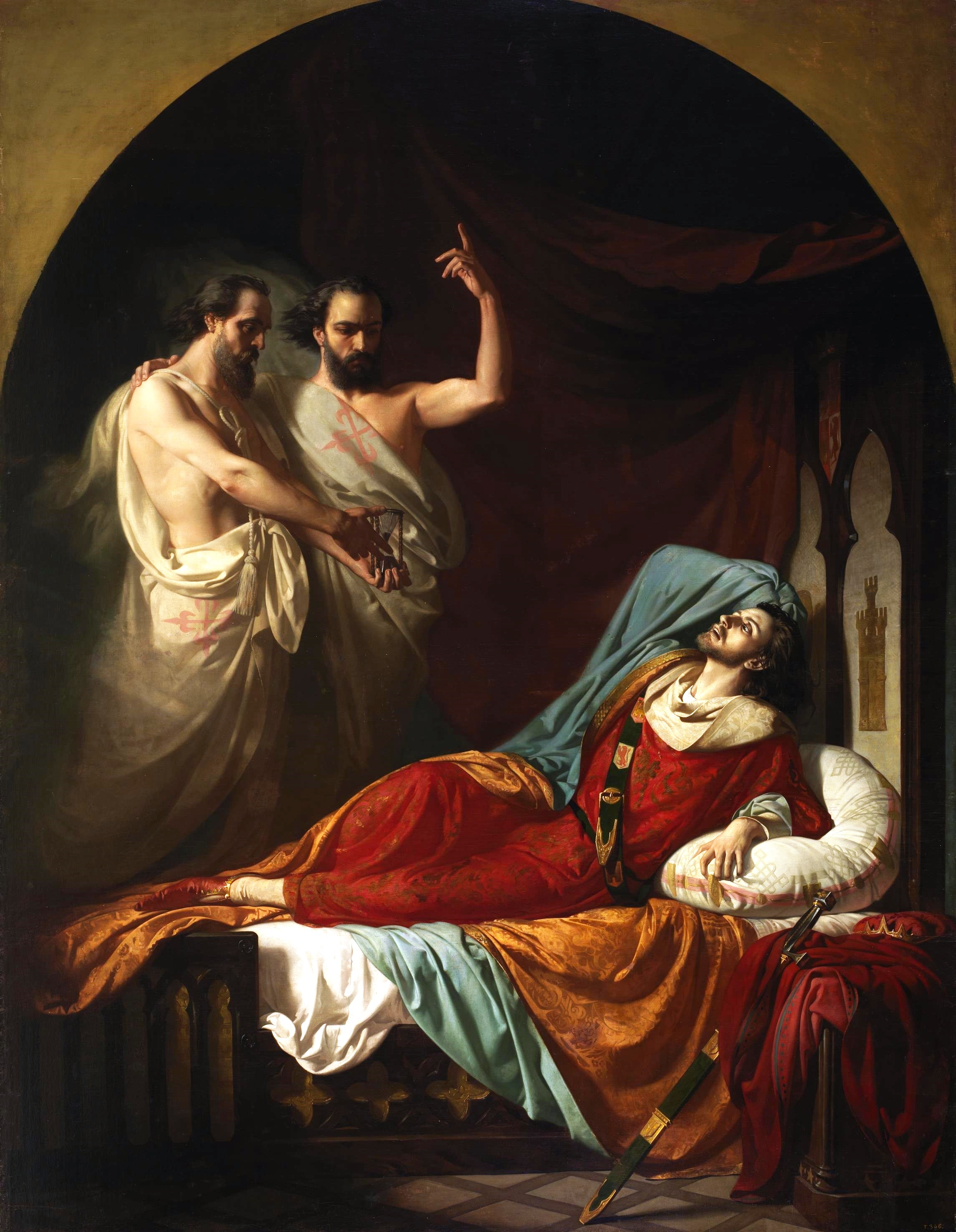
Últimos momentos de Fernando IV el Emplazado. Óleo sobre lienzo de José Casado del Alisal. 1860. (Palacio del Senado de España).

A la muerte de Fernando IV, en 1312, subió al trono su hijo Alfonso XI, que tenía un año de edad a la muerte de su padre. Entre 1313 y 1319 la tutoría del rey Alfonso XI fue ejercida por los infantes Juan y Pedro y por la reina María de Molina, abuela de Alfonso XI. No obstante, los infantes Juan y Pedro murieron en el Desastre de la Vega de Granada, ocurrido en 1319, y la reina María de Molina murió en 1321. 
Por ello, entre 1321 y 1325 la tutoría del rey fue desempeñada por el infante Felipe de Castilla, hijo de Sancho IV de Castilla y de la reina María de Molina, por Juan el Tuerto, nieto de Alfonso X de Castilla, y por Don Juan Manuel, Príncipe de Villena y nieto de Fernando III de Castilla. Juan el Tuerto había contado con el apoyo de las ciudades de Castilla la Vieja, mientras que Don Juan Manuel había contado con el apoyo del reino de Murcia y con el de algunos concejos de la Extremadura castellana. Por su parte, el infante Felipe de Castilla había contado con el apoyo de Galicia y con el de numerosos concejos de Castilla, León, y Andalucía que fueron leales a su madre, la reina María de Molina. Además, Juan el Tuerto y Don Juan Manuel fueron apoyados por el rey Jaime II de Aragón, quien durante la minoría de edad de Alfonso XI influyó notablemente en la política castellana, aunque cuando Alfonso XI alcanzó la mayoría de edad intentó desbaratar los proyectos políticos del monarca aragonés.
El día 13 de agosto de 1325 Alfonso XI cumplió catorce años y alcanzó la mayoría de edad y, a instancias de los procuradores reunidos en las Cortes de Valladolid, comenzó a gobernar personalmente sus reinos. Con ello, finalizaba el periodo de la minoría de edad del rey, caracterizado por la anarquía, la violencia y la inestabilidad, que provocaron la destrucción de muchos lugares y graves perjuicios a los habitantes de Castilla. El rey, dándose cuenta de que «la mi tierra es robada e estragada e yerma e las rentas son menguadas», orientó su política hacia el restablecimiento de la autoridad real y de la justicia en todo su territorio, que se habían visto muy mermadas tras varios años de desgobierno e inestabilidad.
 

Don Juan Manuel, Juan el Tuerto y el infante Felipe de Castilla fueron convocados por el rey para que asistieran a las Cortes de Valladolid de 1325, y una vez reunidos allí, los tres renunciaron a la tutoría del rey. El infante Felipe y Juan el Tuerto entregaron al rey las cartas blancas que tenían selladas con el sello real, y Don Juan Manuel entregó al rey el sello real que había utilizado para emitir documentos en las villas y ciudades donde había ejercido como tutor del rey. Según consta en la Gran Crónica de Alfonso XI, también fueron convocados a las Cortes los ricoshombres, los prelados, y los representantes de las villas y ciudades del reino, y en el ordenamiento de las Cortes consta que también asistieron los maestres de las órdenes militares y el prior de la Orden del Hospital.

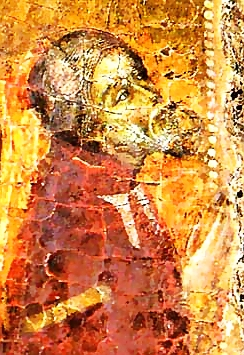
Retrato que se supone representa a Don Juan Manuel, nieto de Fernando III de Castilla. (Catedral de Murcia).

Alfonso XI reorganizó su Corte y su consejo al alcanzar la mayoría de edad. Tres de los más destacados partidarios del infante Felipe de Castilla, Álvar Núñez Osorio, Garcilaso I de la Vega y Juan Martínez de Leiva, se convirtieron en los nuevos privados del rey y tuvieron una influencia decisiva en los primeros años de la mayoría de edad de Alfonso XI. No obstante, el rey también era aconsejado por Nuño Pérez de Monroy, abad de Santander y notario mayor de Castilla, que había sido canciller, consejero y tesorero de la reina María de Molina, por Martín Hernández de Toledo, preceptor del rey, y por el maestre Pedro, que era teniente de canciller por el arzobispo de Toledo. Para los asuntos económicos, el rey nombró almojarife a Yuçaf de Écija, por consejo del infante Felipe de Castilla, que era mayordomo mayor del rey, y porque era costumbre arraigada que en la Corte castellana hubiera almojarifes judíos.
En las Cortes de Valladolid de 1325, Don Juan Manuel, deseoso de ganarse la confianza del rey Alfonso XI, acusó al infante Juan de Aragón, canciller mayor de Castilla y arzobispo de Toledo, de haberse apoderado de los servicios correspondientes al rey en el arzobispado de Toledo, aunque esta acusación era injusta hasta cierto punto, según afirman diversos historiadores, ya que el rey Fernando IV, padre de Alfonso XI, había concedido a la archidiócesis de Toledo el privilegio de disponer de la mitad de los cuatro servicios recaudados en el arzobispado. No obstante, y basándose en dicha acusación, Alfonso XI arrebató al arzobispo Juan de Aragón el cargo de canciller mayor de Castilla.
El rey Jaime II de Aragón, que era el padre del arzobispo Juan de Aragón, tomó el asunto como una ofensa personal, solicitó la mediación del papa Juan XXII, y envió embajadores al rey Alfonso XI de Castilla. Además, en la primavera de 1326 el clima de hostilidad entre Aragón y Castilla fue disminuyendo, ya que se habían entablado negociaciones entre ambos reinos para concertar el matrimonio de la infanta Leonor de Castilla, hermana de Alfonso XI, con el infante Alfonso de Aragón, hijo y heredero de Jaime II.
Según afirman diversos historiadores, la asistencia del clero a las Cortes de Valladolid fue muy numerosa, e incluso algunos afirman que el bajo clero, excepcionalmente, estuvo representado en ellas, aunque esta última afirmación ha sido cuestionada por varios autores. No obstante, se desconoce qué prelados asistieron a las Cortes, aunque en el ordenamiento otorgado al estamento eclesiástico consta que a las mismas asistieron los abades de los monasterios de San Salvador de Oña, de San Benito de Sahagún, y de San Salvador de Celanova, y en la Crónica de Alfonso XI consta que también asistió Nuño Pérez de Monroy, abad de Santander.

El rey solicitó a los reunidos en las Cortes que le concedieran fondos para poder hacer frente a las necesidades de la Corona, y para poder enviar bastimentos a las fortalezas situadas en la frontera con el reino de Granada, ya que las arcas reales estaban vacías, y la asamblea reunida en las Cortes concedió al rey cinco servicios y una moneda forera. Se conservan dos ordenamientos de las Cortes de Valladolid de 1325, siendo uno de ellos de carácter general, y el otro dirigido al estamento eclesiástico. El ordenamiento eclesiástico está compuesto por treinta y cinco peticiones, todas ellas contestadas por el rey, y fue dirigido a los prelados, iglesias y monasterios de todo el reino.

Escudo de armas del infante Felipe de Castilla, hijo del rey Sancho IV y de la reina María de Molina.

El ordenamiento general de las Cortes de Valladolid de 1325 contrasta con el otorgado en las Cortes de Valladolid de 1322, convocadas por el infante Felipe de Castilla durante la minoría de edad de Alfonso XI, ya que este último fue mucho más extenso. El cuaderno de peticiones de las Cortes de Valladolid de 1325 está compuesto por cuarenta y dos peticiones, todas ellas contestadas por el monarca, mientras que el cuaderno de peticiones de las Cortes de Valladolid de 1322 constaba de ciento cinco, y de las peticiones presentadas al monarca en ambas Cortes algunos historiadores han inferido que la situación general del reino no era mucho más crítica en 1325 que en 1322.
En las Cortes de Valladolid de 1325 volvieron a plantearse algunas cuestiones referentes al orden público y a los abusos cometidos por los poderosos, pero todas las peticiones concernientes a la mala situación en que se encontraba la administración de justicia, y que habían sido planteadas en las Cortes de 1317, 1318 y 1322, apenas se plantearon en las de 1325, lo que no significa que hubieran mejorado en los últimos tres años, pero demuestra, en opinión de diversos autores, que en 1325 los procuradores dieron una mayor prioridad a otros problemas.
La Real Academia de la Historia de Madrid publicó el ordenamiento general de estas Cortes en su obra Cortes de los antiguos Reinos de León y de Castilla, cuyo primer tomo apareció en 1861, y para publicarlo se basó en las copias del ordenamiento enviadas por el rey a los concejos de Mula y Niebla. Y dicha institución también publicó en la misma obra el ordenamiento eclesiástico remitido a los prelados del reino en estas Cortes, basándose en las copias del ordenamiento remitidas por el rey a los abades de Sahagún, Celanova y Oña en febrero de 1326, y cuyos manuscritos originales se conservan en la Real Academia de la Historia.
Las Cortes debieron finalizar a principios de diciembre de 1325, ya que las copias del ordenamiento remitidas a los concejos de Tolosa y Mula fueron otorgadas el día 12 de diciembre de 1325. Diversos autores han destacado que se menciona la palabra ley en una de las disposiciones de las Cortes de Valladolid de 1325, referente a que el monarca no emitiera documentos que atentasen contra lo dispuesto en las Cortes, y que hasta veinte años después, en las Cortes de Alcalá de Henares de 1345, no volvió a utilizarse la palabra ley para designar a una disposición de las Cortes. Además, los mismos autores señalan que a partir de 1325, al alcanzar Alfonso XI la mayoría de edad, se comenzó a utilizar frecuentemente el término ordenamiento, en lugar de cuaderno, para referirse al conjunto de las disposiciones y medidas aprobadas en las Cortes.
Hacia 1325, en la época de las Cortes de Valladolid, culminaron, según afirman diversos autores, las sucesivas reelaboraciones del Libro del Fuero de las leyes, más conocido como Las Partidas, y a pesar de que dicha obra fue compuesta en el reinado de Alfonso X, no tuvo vigencia legal hasta el siglo XIV, durante el reinado de Alfonso XI. Para diversos autores, Las Partidas se concibieron como una gran obra enciclopédica del saber jurídico de la época, independientemente de que con el paso del tiempo llegaran a ponerse en práctica y a adquirir carácter legal.

### Ordenamiento general

#### Disposiciones generales

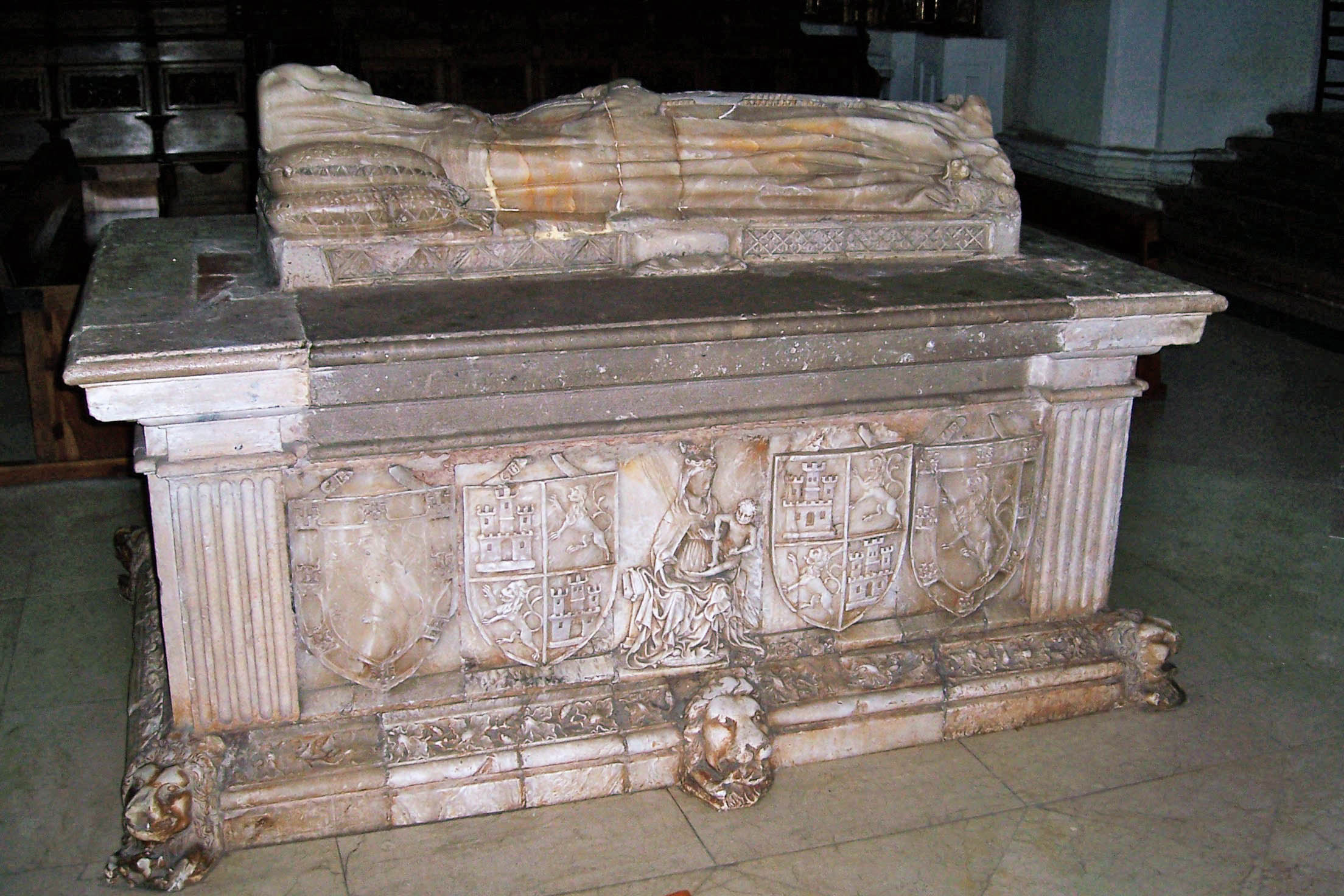
Sepulcro de la reina María de Molina. (Monasterio de las Huelgas Reales de Valladolid).

- Alfonso XI confirmó a las ciudades y villas del reino, a petición de los procuradores, todos los fueros, usos, costumbres, privilegios, libertades y franquezas que venían disfrutando desde la época de Alfonso VII de León, y también todos los que las reinas anteriores habían otorgado a sus señoríos.[34] Y el rey también confirmó todos los ordenamientos de Cortes del reinado de su padre, Fernando IV, en los que no se mencionaba a las hermandades concejiles,[35] y decretó que deberían mostrarles los privilegios, cartas, y mercedes otorgados desde la muerte de su padre, para así poder confirmarlos o revocarlos,[28] y dispuso además que se enviaría una copia del ordenamiento de las Cortes a todas las ciudades, villas y lugares de sus reinos, y que dichas copias estarían exentas de pagar los gastos de cancillería y tabla.[35]
- El rey dispuso, a petición de los procuradores, que no tendrían validez todas las disposiciones que atentaran contra el ordenamiento de estas Cortes.[36]

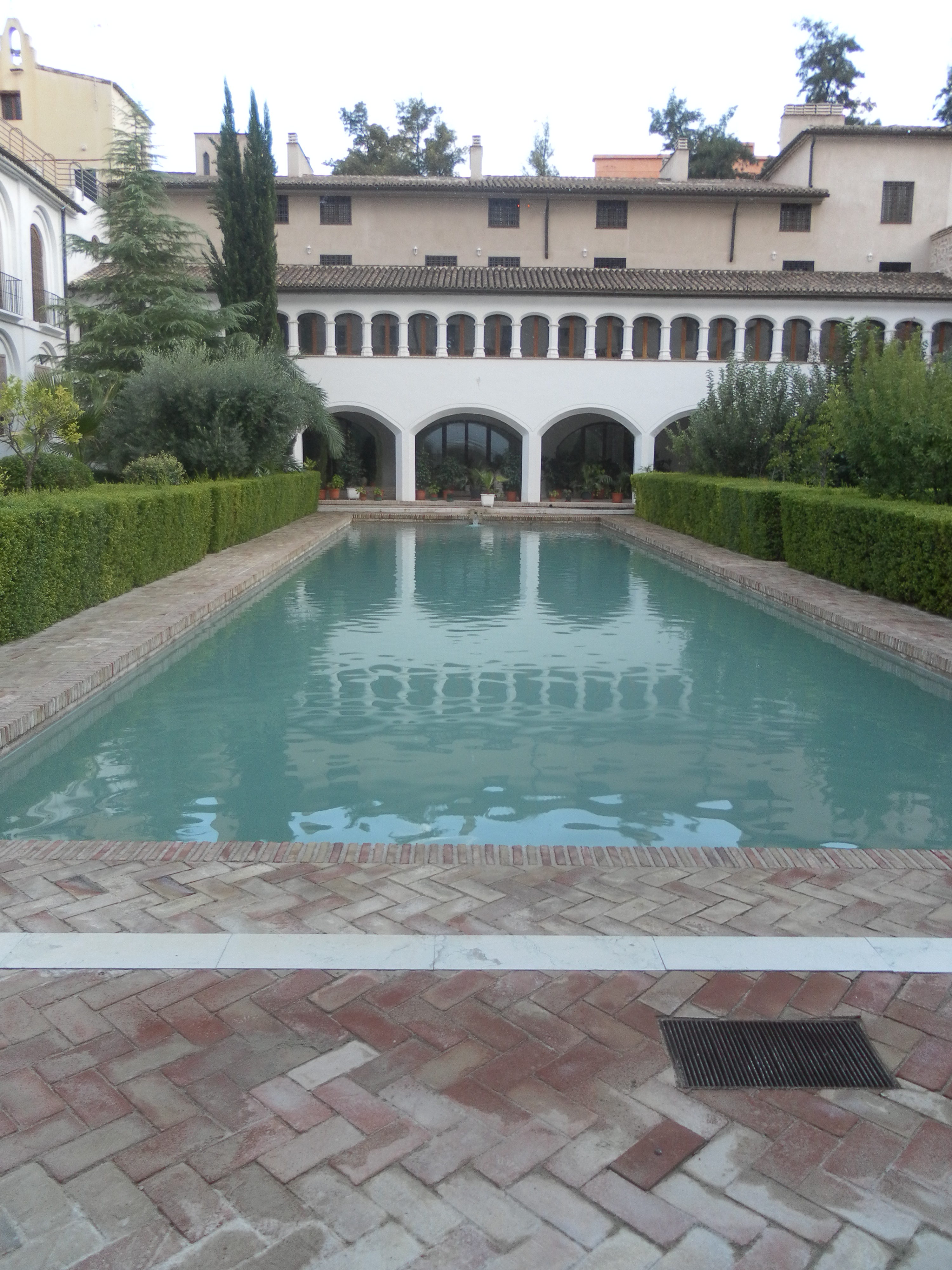
Alberca árabe del Alcázar Seguir, en el interior del monasterio de Santa Clara la Real de Murcia.

- Los procuradores solicitaron al rey que no emitiera cartas o albalaes que atentaran contra el ordenamiento de estas Cortes o contra alguna de las disposiciones contenidas en él, y que si por error fuera emitida alguna carta o albalá desde la cancillería no fueran cumplidas ni por los oficiales del rey ni por los concejos.[37] Y también solicitaron que los concejos y oficiales no deberían ser emplazados por desobedecer esos documentos, y que si lo fueran no deberían estar obligados a acudir y no deberían ser castigados por ello.[37] Y el rey aprobó la petición, pero dispuso que en caso de que los concejos o los oficiales del rey fueran llamados a comparecer por incumplir algunas de las disposiciones de estas Cortes, y argumentaran como excusa para no acudir que ello atentaba contra el ordenamiento de las mismas, deberían comparecer o en caso contrario serían castigados por ello.[38]Alcázar de los Reyes Cristianos. (Córdoba).

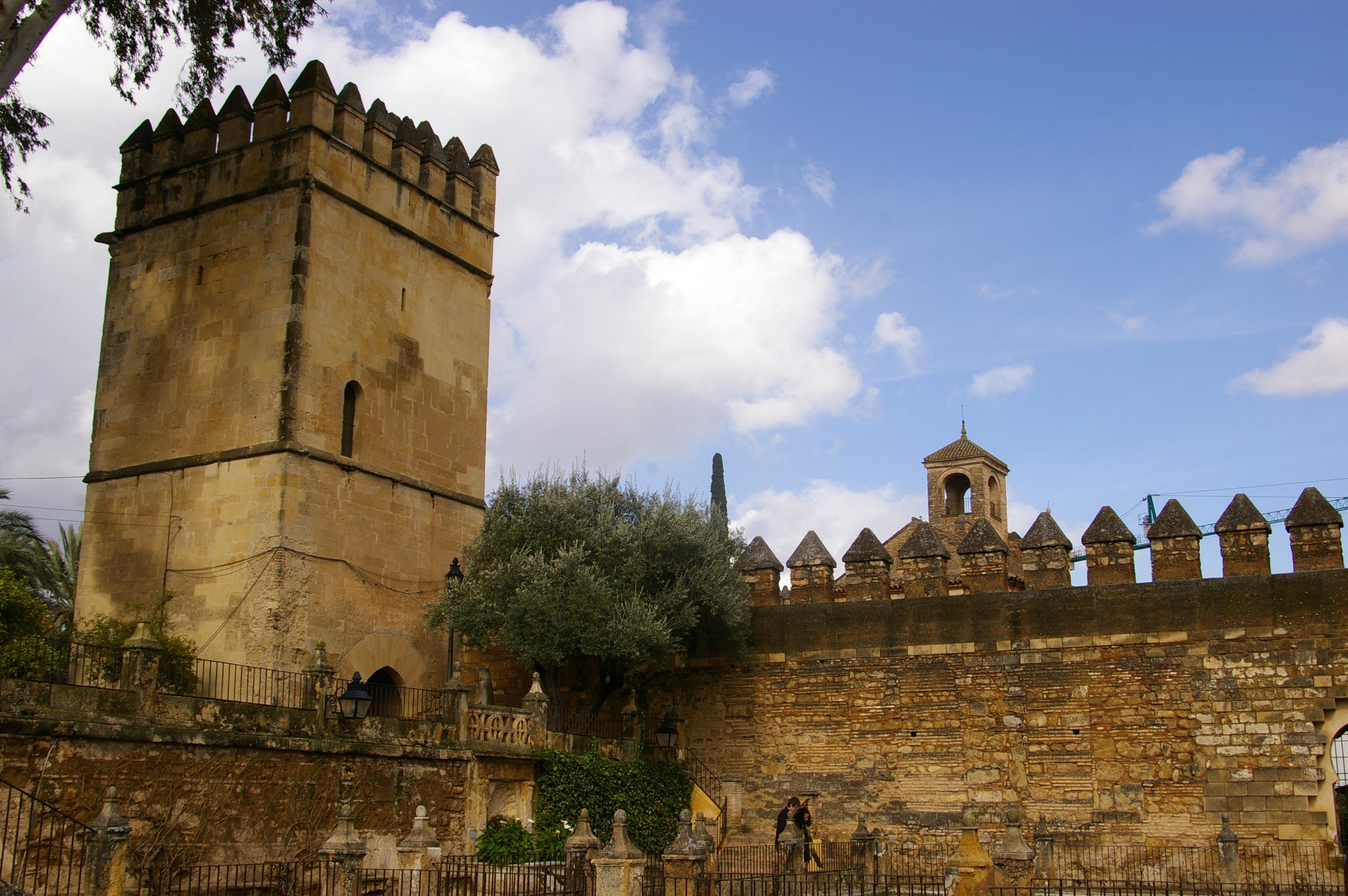
Alcázar de los Reyes Cristianos. (Córdoba).

- Fueron disueltas por el rey todas las hermandades de carácter político que habían surgido durante el periodo de su minoría de edad, entre las que se contaba la Hermandad General, que había sido fundada durante las Cortes de Burgos de 1315,[39] y la Hermandad General de Andalucía, siendo dicha disolución confirmada posteriormente en las Cortes de Madrid de 1329.[40] La influencia política alcanzada por las hermandades concejiles durante la minoría de edad de Alfonso XI, unida al deseo de dicho monarca de fortalecer la institución monárquica y centralizar la administración,[41] le llevó a decretar su disolución, contando para ello con el apoyo del estamento eclesiástico.[39]
- Al igual que en anteriores reuniones de Cortes, los procuradores solicitaron al monarca que se respetaran los juzgados, alcaldías, alguacilazgos o merindades de las villas y ciudades que tenían el privilegio, fuero o costumbre de poder proveerlos, y que solamente se nombraran oficiales que no fueran naturales de los lugares en que ejercerían cuando todo el concejo o la mayor parte del mismo lo solicitase.[42] Y el rey accedió a dicha demanda, y dispuso que dichos oficiales deberían ser naturales de los lugares que reclamaran su presencia, aunque decretó que en las ciudades de Toledo y Talavera de la Reina podrían designar a dichos oficiales como lo venían haciendo hasta entonces.[43]
- También solicitaron los procuradores que se respetaran las notarías y escribanías de las villas y ciudades que tenían el privilegio, fuero o costumbre de poder proveerlas, tanto si el privilegio había sido otorgado por los monarcas anteriores o por las reinas Constanza de Portugal y María de Molina, madre y abuela, respectivamente, de Alfonso XI.[44] Y el rey accedió a dicha demanda, y dispuso que los notarios o escribanos no podrían nombrar escusadores que desempeñaran el oficio en su lugar, y que en los lugares donde hubieran tenido el uso o la costumbre de poder designar a sus notarios y escribanos desde hacía cuarenta años, podrían seguir nombrándolos, y que en las villas o ciudades podrían seguir haciéndolo si lo habían hecho desde hacía treinta y cinco años.[45]
- Y en relación con las entregas y las tahurerías que algunos lugares tenían por privilegio, uso o costumbre, los procuradores solicitaron al rey que fueran resptetadas, tanto si habían sido otorgadas por los anteriores monarcas o por las reinas María de Molina o Constanza de Portugal, y el rey decretó al respecto lo mismo que en la disposición anterior sobre las notarías y escribanías de las villas y ciudades.[46]
- También solicitaron los procuradores al rey que los hombres buenos de las villas y ciudades pudieran desempeñar oficios en la Corte, y el rey accedió a su demanda y afirmó que «con ningun rey non lo pasaron mejor que lo pasaran conmigo».[47]Alberca árabe del Alcázar Seguir, en el interior del monasterio de Santa Clara la Real de Murcia.
- Los procuradores solicitaron al rey que las villas, ciudades, aldeas, castillos y las demás heredades del realengo no fueran entregadas a ningún infante, ricohombre, ricahembra, prelado, infanzón, o a las órdenes militares,[48] y el rey accedió a su demanda, pero exceptuó las villas y lugares que había entregado o entregaría en el futuro a su esposa, la reina Constanza Manuel, hija del magnate Don Juan Manuel.[49]
- Quedó regulada la prohibición de pasar por las rondas con animales, debido a los daños que ello ocasionaba.[26]
- Los procuradores protestaron porque algunas de las aldeas ubicadas en los alfoces de las villas y ciudades tenían condición de behetría, solariego y abadengo, por lo que los pleitos incoados en ellas, en lugar de juzgarse por los fueros de la respectiva villa o ciudad,[44] eran juzgados por alcaldes y abenidores nombrados por los abades o señores correspondientes y, por ello, solicitaron al monarca que dichos pleitos fueran resueltos ateniéndose a los fueros de las respectivas ciudades o villas, a excepción de los nobles y hombres buenos que tuvieran un privilegio especial de los monarcas anteriores.[44] Y el rey respondió que entregaría cartas a las aldeas y alfoces para que sus pleitos fueran resueltos en las villas o ciudades correspondientes, pero en caso de que el señor de la aldea se opusiese a ello el pleito debería ser llevado a la Corte y el propio rey lo juzgaría con arreglo al derecho.[50]
- También solicitaron los procuradores que los alcaides de los alcázares y castillos del rey fueran caballeros u hombres buenos de las villas, vasallos del rey, y naturales del lugar donde estuviera situada la fortaleza a su cargo, a fin de evitar los abusos y violencias cometidos por los alcaides que procedían de otros lugares.[51] Y el rey accedió a su demanda, y dispuso además que las rentas y retenencias de los castillos no serían retenidas por la Corona sino entregadas a los alcaides, a fin de evitar que oprimieran a los habitantes de las villas cercanas a dichas fortalezas.[52]
- Los representantes del concejo de la ciudad de Murcia protestaron por los abusos cometidos por los individuos que gobernaban la ciudad en nombre de Don Juan Manuel, y el rey dispuso una serie de medidas para atajar esa situación.[53] Pero, a pesar de ello, los problemas continuaron y Don Juan Manuel continuó desempeñando el cargo de adelantado mayor de Murcia y además se mantuvo el concejo restringido que dicho magnate había creado en la ciudad.[53]

#### Disposiciones relativas a la cancillería

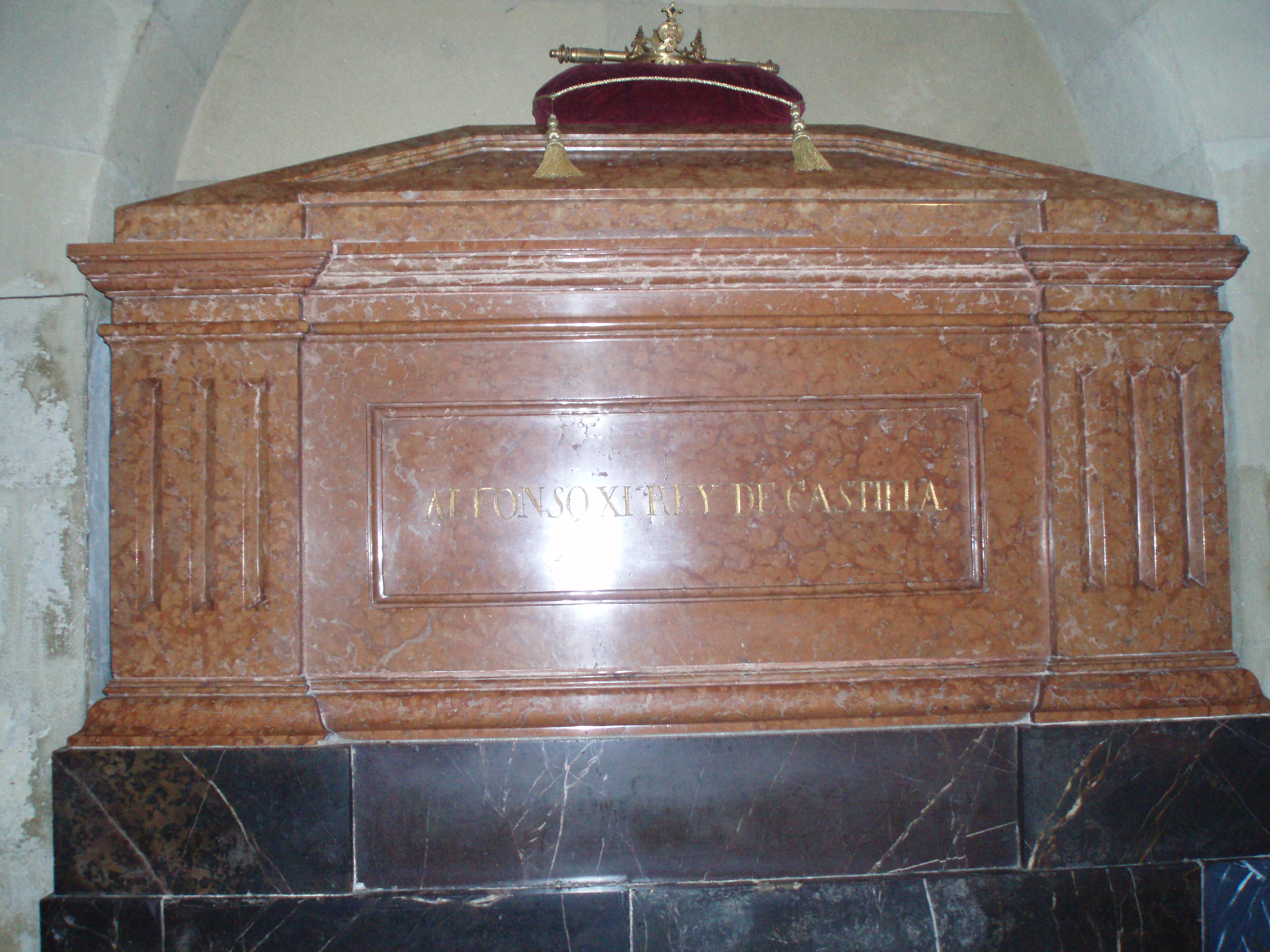
Sepulcro del rey Alfonso XI. Iglesia de San Hipólito de Córdoba.

- Los alcaldes y escribanos de la Corte deberían ser hombres buenos, de buena fama, temerosos de Dios y del rey, cumplidores de la ley, y no deberían emitir cartas o documentos que atentasen contra los fueros o derechos de las personas y lugares del reino.[54] Además, se dispuso que deberían jurar ante el rey que librarían los pleitos con arreglo al derecho y cada uno los de su comarca, que por hacerlo únicamente cobrarían las cantidades establecidas,[55] y que en caso de que lo hicieran así serían expulsados de la Corte por infames y perjuros, pagarían una multa equivalente al doble de su salario anual, y no podrían volver a desempeñar oficio alguno en la Corte. Y para evitar estos problemas, se dispuso que tanto los alcaldes como los escribanos de la Corte deberían cobrar puntualmente sus salarios.[56]
- El rey se comprometió a no otorgar cartas o albalaes por los que se pudiera ejecutar, lisiar o confiscar algo a alguna persona, y dispuso que aquellas que hubieran sido otorgadas deberían ser desobedecidas, y los que las cumplieran sufrirían la misma pena que hubieran aplicado y serían ejecutados por orden del rey, y en caso de que escaparan serían considerados enemigos de los parientes del difunto.[57] No obstante, el rey también decretó que en caso de que se otorgara algún documento de este tipo para prender a algún malhechor o malhechores, estos últimos no podrían ser ejecutados, lisiados o sancionados sin haber sido oídos y juzgados con arreglo al derecho.[58]
- Los procuradores se quejaron al rey de los abusos cometidos por algunos oficiales del rey y por los notarios de la cancillería real, ya que los sobornos eran frecuentes en la administración y también entre los escribanos y los alcaldes de la Corte.[59] Y por ello, los procuradores solicitaron al rey que los notarios y escribanos de la cancillería percibieran únicamente las cantidades estipuladas por el rey Alfonso X, bisabuelo de Alfonso XI.[60] Y éste prohibió a los notarios, alcaldes, escribanos y registradores de la cancillería que cobrasen otras cantidades aparte de las establecidas por librar o registrar los documentos.[61] Y además el rey ordenó que los notarios mayores de Castilla, León, Andalucía y las Extremaduras no deberían cobrar nada por registrar los documentos.[62]

#### Justicia y orden público

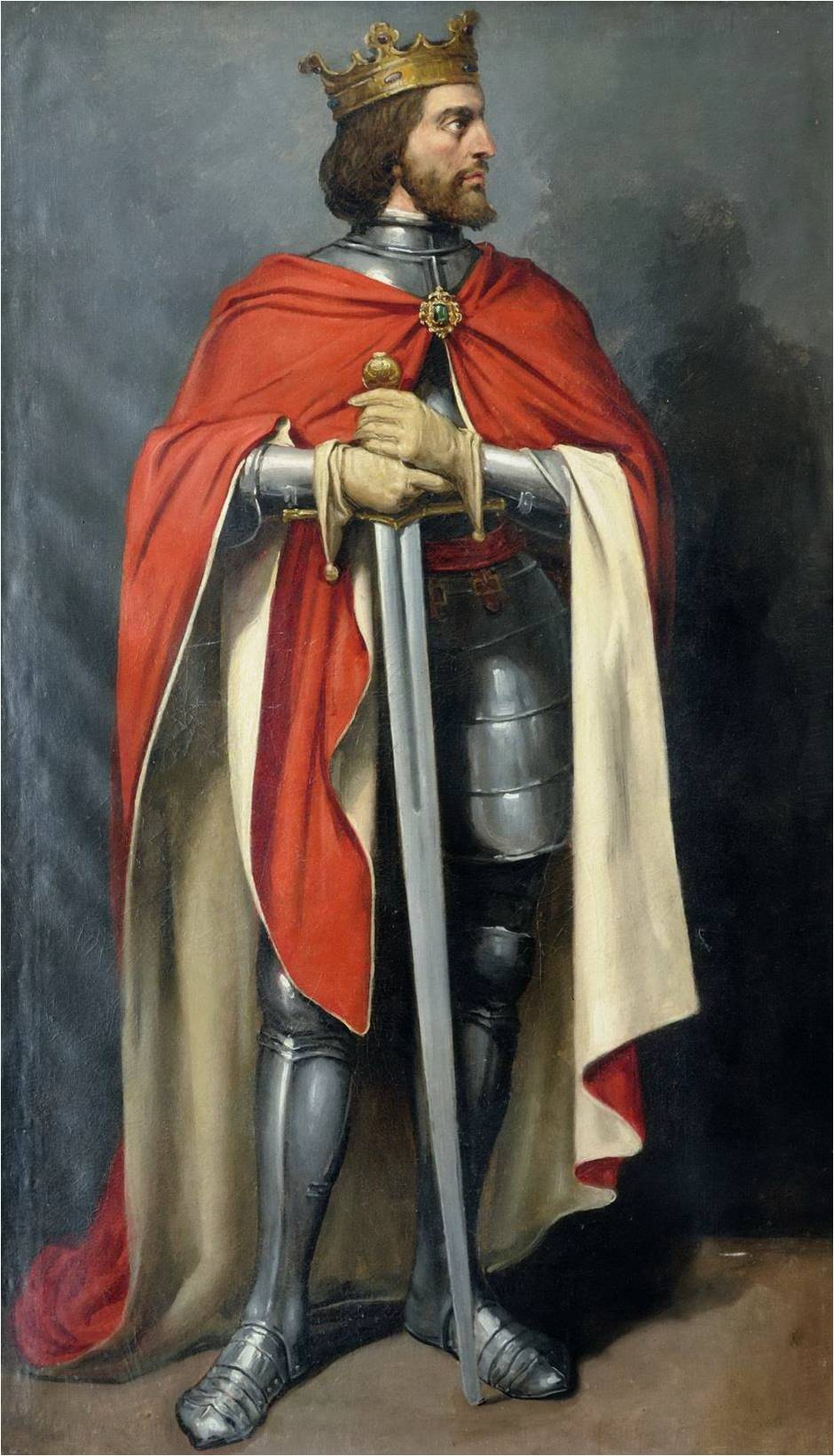
Retrato imaginario de Alfonso XI de Castilla. José María Rodríguez de Losada. (Ayuntamiento de León).

- Alfonso XI prohibió, a petición de los procuradores, el uso de las pesquisas generales cerradas en todo su territorio, a menos que los concejos de las villas, ciudades u otros lugares del reino las solicitaran.[63]
- Los procuradores solicitaron al monarca que no mandara ejecutar, encarcelar, lisiar, sancionar o confiscar algo a ninguna persona sin que previamente hubiera sido oída y juzgada con arreglo a los fueros o derechos correspondientes, y el rey accedió a dicha petición.[64]
- El rey prohibió, a petición de los procuradores, que nadie tomara en los caminos rondas, guías o animales, debido al daño que ocasionaba a los habitantes del reino y a las tierras de realengo. Y el rey dispuso que los que quebrantasen esta norma deberían ser perseguidos por los concejos de las villas y ciudades y por los justicias del rey, quien decretó además que los que lo hicieran serían tratados como ladrones y salteadores de caminos,[65] pero quedaron exceptuados algunos lugares de las Extremaduras en los que siempre se habían tomado las rondas.[66]
- También dispuso el rey que los castillos y fortalezas pertenecientes a las villas o ciudades del reino que se hubieran rebelado contra estas últimas o hubieran sido conquistados por otros individuos deberían volver a pertenecer a sus municipios de origen.[67]
- Los procuradores solicitaron al rey que se prohibieran las asonadas que se producían en todo el territorio.[28]
- También solicitaron los procuradores al rey que fueran demolidos los castillos y casas fuertes desde los que se hubieran cometido robos o violencias desde el reinado de Fernando IV, y que no volvieran a ser reedificadas, aunque los representantes de los concejos de las Extremaduras solicitaron que las querellas derivadas de los crímenes o violencias cometidos desde las casas fuertes en su territorio fueran oídas y juzgadas con arreglo al derecho.[68] Y el rey ordenó que los castellares viejos, las peñas bravas y los oteros que hubieran sido edificados sin su consentimiento tanto en tierras de realengo como de abadengo deberían ser demolidos y, con respecto a las casas fuertes, el rey dispuso que serían demolidas cuando hubieran sido oídos y juzgados con arreglo al derecho los crímenes y violencias cometidos desde ellas.[69]
- Además, los procuradores solicitaron al rey que obligase a las villas, pueblas y señoríos que solían presentar sus alzadas en las villas o ciudades a que continuaran haciéndolo así, a fin de que no mermara la jurisdicción real, y el rey aprobó dicha petición y dispuso además que todas las alzadas de las tierras de abadengo o de las órdenes militares fueran presentadas en las villas o ciudades donde acostumbraban a hacerlo, y que las que solían presentarse ante el rey continuaran haciéndolo, exceptuando los lugares que tuvieran un privilegio de los monarcas anteriores que les eximiera en ese sentido.[70]
- Los procuradores protestaron ante el rey porque algunos concejos de las villas o ciudades del realengo habían sido atacados por diversos nobles y otros hombres poderosos que, por haber matado y robado sin razón et sin derecho en las tierras de realengo, fueron castigados por los merinos, los alcaldes de las hermandades y por otros habitantes de dichas villas, quienes mataron a algunos de esos nobles, derribaron sus casas y tasaron sus bienes,[71] lo que provocó que los nobles castigados o sus parientes mataran a algunas personas y saquearan las villas y lugares que habían tomado parte en las represalias. Y por todo ello los procuradores solicitaron al rey que los concejos y los individuos que estaban siendo atacados por dichos nobles tuvieran garantizada su seguridad y fueran compensados por los daños que habían sufrido, ya que su intención al castigar a los culpables había sido cumplir lo ordenado en los cuadernos de la Hermandad General de los concejos, y defender las tierras del rey y a sus habitantes, y el monarca aprobó la petición.[72]Privilegio rodado concedido en 1327 por Alfonso XI de Castilla al monasterio de San Clemente de Sevilla, en el que fue sepultada su segunda esposa, María de Portugal.

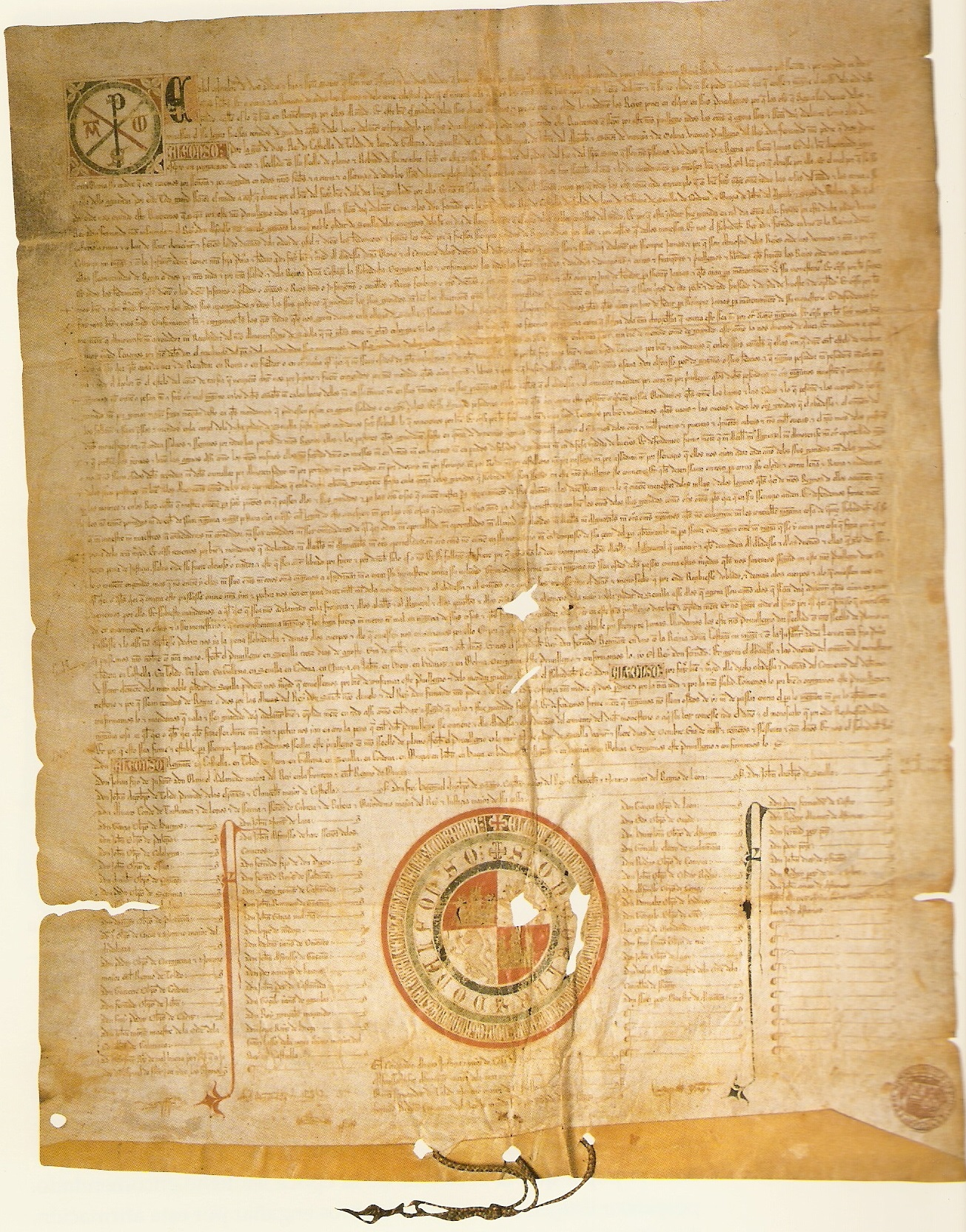
Privilegio rodado concedido en 1327 por Alfonso XI de Castilla al monasterio de San Clemente de Sevilla, en el que fue sepultada su segunda esposa, María de Portugal.

- Los procuradores también solicitaron al monarca que ni los ricoshombres, ricashembras, infanzones u otros hombres poderosos pudieran adquirir bienes inmuebles en las villas o ciudades de realengo,[73] a fin de impedir los daños y perjuicios que con ello ocasionaban.[74] No obstante, Alfonso XI rechazó la petición por ser innovadora y dispuso que se aplicara lo dispuesto por sus predecesores en el trono.[73]
- También se quejaron los procuradores al rey de los abusos cometidos por los adelantados y merinos mayores,[75] ya que frecuentemente abusaban de su poder y nombraban tenientes sin necesidad a sus parientes y criados, o alcaldes y merinos menores de los pueblos a sus partidarios, ordenaban hacer pesquisas generales sin que hubiera un motivo justo, y estafaban a los habitantes de los municipios al demandar más yantares de los que les correspondían.[75] Y por todo ello, los procuradores solicitaron al rey que pusiera remedio a la situación, y de ese modo quedaron establecidas las cuantías de las sanciones que los adelantados y merinos mayores podrían imponer, así como las cantidades que podrían percibir en concepto de yantares.[76]
- El rey prohibió a los adelantados mayores que impusieran sanciones superiores a diez maravedís de la buena moneda, y ordenó que no podrían tomar en concepto de yantar más de 150 maravedís al año, según se hacía en la época de los reyes Alfonso X y Sancho IV,[77] y solamente en los lugares donde podían hacerlo. Y en caso de que incumplieran esta norma, los concejos no deberían permitírselo, las cartas o documentos de la cancillería real que atentasen contra ella deberían ser ignoradas, y los notarios del rey no deberían emitir cartas que atentasen contra esta disposición.[78]
- Además, los procuradores solicitaron al rey que se respetara el privilegio de las ciudades, villas y lugares de Castilla, León, Galicia y Asturias por el que en sus términos no podrían penetrar los adelantados y merinos para ejercer sus funciones,[78] y solicitaron además que, en los lugares donde hubieran de administrar justicia, los adelantados y merinos no prendieran, mataran o sancionaran a nadie sin que hubieran sido oídos y juzgados con arreglo a los fueros y derechos del lugar correspondiente, y el rey se comprometió a respetar esos privilegios y a castigar a los merinos y adelantados que incumplieran las disposiciones otorgadas por los monarcas anteriores sobre las competencias y responsabilidades de dichos oficiales.[79]
- Alfonso XI dispuso, a petición de los procuradores, que los merinos deberían cumplir las sentencias dictadas por los alcaldes del rey que les acompañaban, y no atentar contra ellas, y estarían obligados a acatar las sentencias emitidas por los jueces del fuero, es decir, los jueces de las villas o ciudades del reino que tenían el privilegio de poder designarlos.[78] Y además el rey ordenó que los merinos y adelantados deberían desempeñar sus cargos por sí mismos, y que no deberían nombrar suplentes para que lo hicieran en su lugar.[78]

#### Disposiciones fiscales

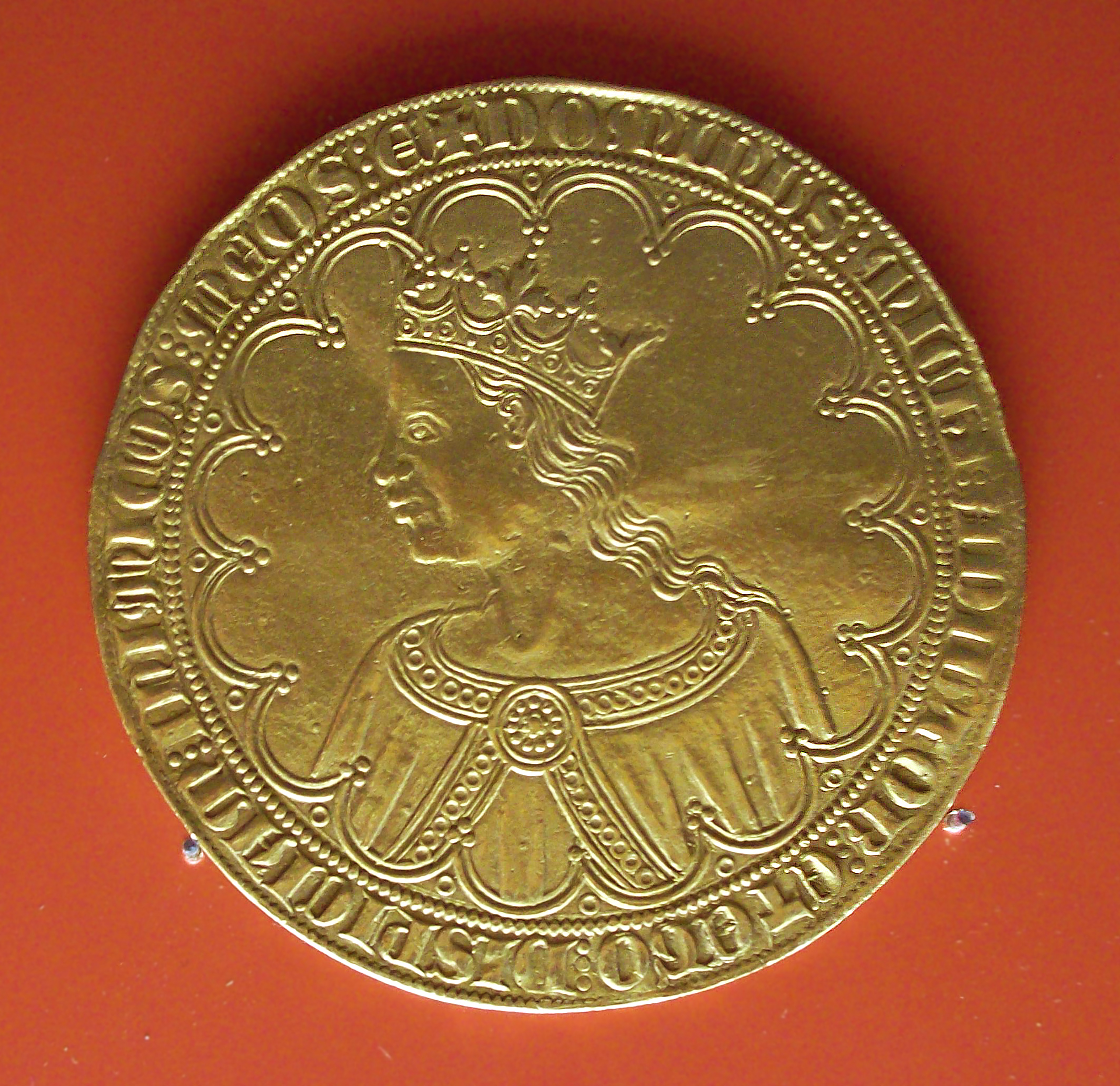
Gran dobla o dobla de a diez de Pedro I de Castilla, hijo y sucesor de Alfonso XI, acuñada en Sevilla en 1360. (M.A.N., Madrid).

- Todo el reino se encontraba devastado y estragado, y por ello los procuradores solicitaron al rey que fuera revisado el estado de la hacienda real y las soldadas que deberían recibir los nobles del reino, a fin de que se ajustaran al estado real del territorio, pero el rey respondió que examinaría la petición junto con sus consejeros y que dispondría lo que creyese más conveniente para su servicio.[80]

Escudo de armas de Don Juan Manuel, nieto de Fernando III de Castilla.

- Los procuradores solicitaron al rey que los cogedores encargados de recaudar los pechos y los derechos del rey fueran caballeros u hombres buenos naturales de las ciudades o villas donde hubieran de recaudar, a fin de que el rey tuviera conocimiento de la recaudación, y de que los vasallos del rey no sufrieran prendas o daños, y también solicitaron que las villas, ciudades o lugares no fueran prendados por las actuaciones de los cogedores de impuestos.[81] No obstante, Alfonso XI decretó que deberían cumplirse al respecto las disposiciones de los anteriores monarcas, y que lo que se recaudara en fieldad debería ser recaudado por hombres buenos naturales de las propias villas, y que lo se recaudara en renta debería serlo por hombres buenos de las villas del realengo, y el monarca dispuso además que las villas, ciudades y demás lugares no deberían ser prendados por los cogedores de impuestos ni por las actuaciones que éstos llevaran a cabo.[82]
- También solicitaron los procuradores al monarca que cuando fuera a las villas o ciudades donde tenía derecho a reclamar yantares, no tomara en concepto de ellos más de 600 maravedís al año, respetando de ese modo los privilegios, fueros, usos o costumbres de dichas lugares, y también solicitaron que los oficiales del rey pagasen las viandas que consumieran.[83] Y rey respondió que únicamente demandaría los 600 maravedís en concepto de yantar cuando participara en una campaña militar o estuviera en un asedio,[84] que los oficiales del rey deberían pagar las viandas que consumieran, y que respetaría el privilegio de aquellos lugares que pagaban en concepto de yantar menos de 600 maravedís, así como el privilegio de algunos lugares de no conceder el yantar a menos que el rey en persona estuviera en él.[85]
- El rey prohibió, a petición de los procuradores, que unos lugares fueran prendados por las deudas de otros, o que algunas personas lo fueran por las deudas de otras, en las villas o ciudades que no tenían cabeza a la hora de recaudar los pechos del rey y, de ese modo, cada individuo o lugar sería prendado únicamente por sus propias deudas.[86] Pero el rey también dispuso que los habitantes del reino y las villas o ciudades podrían ser prendados si no pagaban los impuestos.[87]
- Alfonso XI dispuso que tendrían validez todas las cartas y albalaes de pago o de quitamiento otorgadas sobre los tributos recaudados,[88] tanto en fieldad, renta o de cualquier otro modo en nombre de Fernando IV, de las reinas María de Molina y Constanza de Portugal, de los tutores del rey, o de los que los recaudaron en nombre de estos últimos, y que a los que mostraran dichas cartas o albalaes no les sería reclamado nada más en el futuro.[89]Escudo de armas de Don Juan Manuel, nieto de Fernando III de Castilla.
- Los procuradores solicitaron al rey que no arrendara los «cien maravedis dela buena moneda»[76] contenidos en las cartas del rey, a fin de impedir los daños que ello ocasionaría, y el rey aprobó la petición y dispuso que se cumpliera al respecto lo dispuesto por los anteriores monarcas.[90]
- También solicitaron al monarca los procuradores que no reclamase a los concejos las derramas que ellos habían hecho para sí, a menos que las hubieran realizado sin derecho o sin permiso,[91] y que no demandase a los municipios ni a sus habitantes los impuestos y rentas que entregaron a los tutores del rey o a otros individuos, a lo que el monarca accedió.[91] No obstante, el rey se reservó el derecho a castigar a los concejos que hubieran realizado derramas o se hubieran apoderado de propiedades que no les pertenecían durante su minoría de edad.[92]
- Alfonso XI decretó, a petición de los procuradores, que no demandaría a sus súbditos las cuentas,[88] pesquisas o rentas, ni tampoco las sacas generales o especiales realizadas hasta ese momento.[92]
- También dispuso el rey que a los campesinos de las tierras de la Iglesia o de las órdenes militares que se trasladaran a las tierras de realengo no podrían serles tomados o embargados sus bienes raíces o inmuebles si pagaban los derechos foreros correspondientes,[93] y con ello se intentó evitar, como señalan algunos historiadores, que los nobles retuviesen ilegalmente a los campesinos en sus dominios.[94]
- Los procuradores solicitaron al rey que los propietarios que vivieran en tierras de realengo pudieran cultivar sin impedimentos las propiedades que poseyeran en las tierras de abadengo o de las órdenes militares y que, si lo deseaban, pudieran venderlas pagando sus correspondientes derechos y lo que debieran a las autoridades eclesiásticas correspondientes.[95] Con ello se pretendía incentivar el traslado de los campesinos de la jurisdicción de abadengo a la de realengo, ofreciéndoles algunas ventajas económicas, ya que muchos habitantes habían emigrado a los reinos de Aragón y Portugal.[3]

#### Disposiciones relativas a judíos y musulmanes

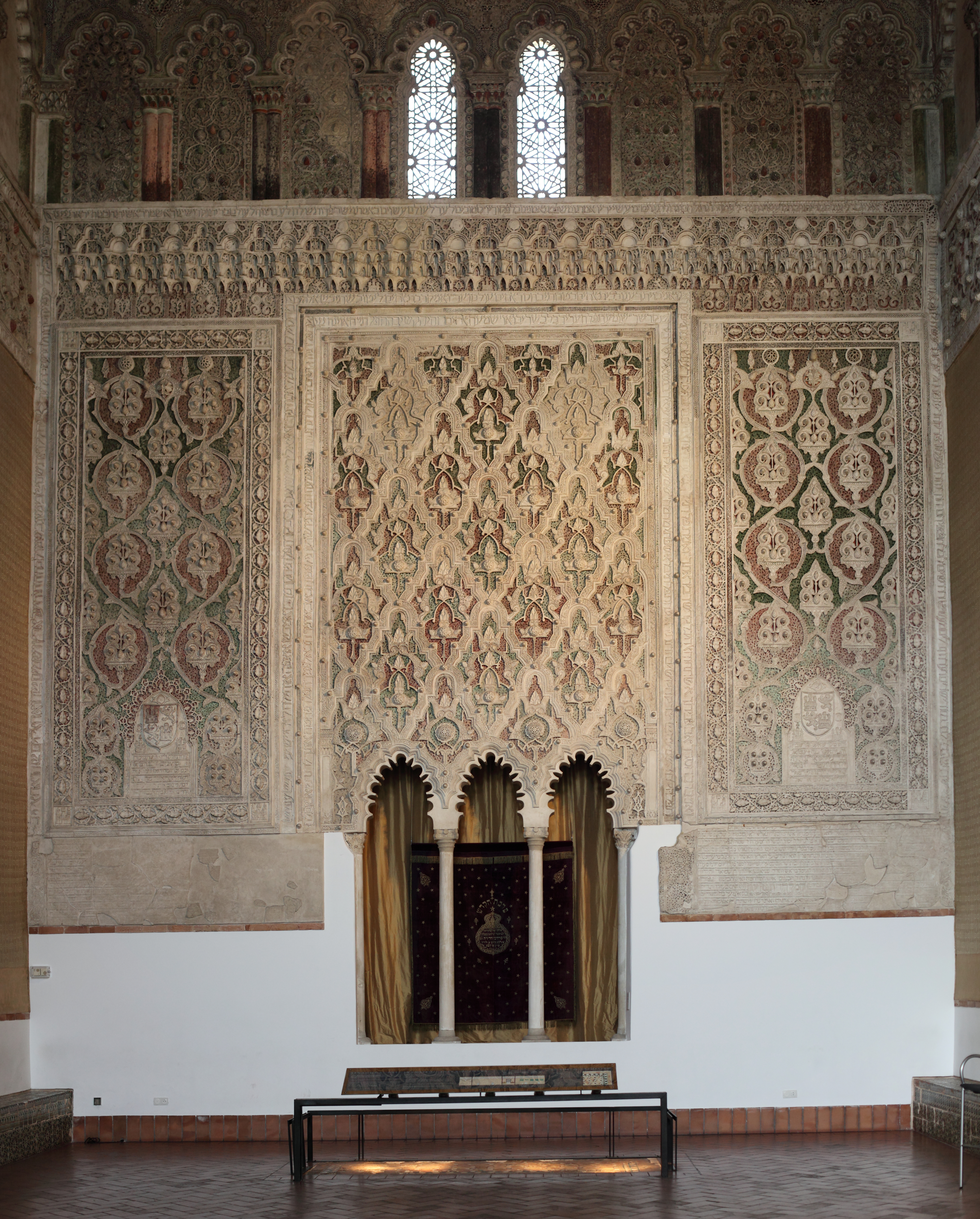
La Gran Sala de oración de la Sinagoga del Tránsito. (Toledo).

- El rey dispuso que se cumplieran los ordenamientos de los reyes Alfonso X y Sancho IV sobre las cartas de deudas que los judíos y musulmanes hicieran con cristianos, y que en caso de que los judíos o musulmanes las incumplieran deberían aplicarse las sanciones previstas en dichos ordenamientos.[96]
- Una decretal del papa Clemente V, mencionada en el ordenamiento de las Cortes de Palencia de 1313,[97] amenazó con la excomunión a los cristianos que practicasen la usura. Y a causa de ello, muchos cristianos se negaron a pagar las deudas que tenían contraídas con los prestamistas judíos,[98] a pesar de que en las Cortes de Valladolid de 1322 se reiteró que las cartas de exención concedidas por el papa en ese sentido no tendrían validez,[99] y que los deudores cristianos deberían pagar las deudas que tuvieran con los prestamistas judíos y,[100] por ello, estas Cortes Alfonso XI dispuso que los oficiales reales deberían prender a los que presentasen Bulas del papa en ese sentido.[100]
- Los procuradores solicitaron al rey que perdonase a los deudores cristianos un tercio de las deudas que tenían contraídas con los judíos, y que los dos tercios restantes de las deudas pudieran ser abonadas en dieciocho meses, ya que los deudores eran pobres y habían tenido que soportar muchos robos y violencias en los años anteriores,[98] y además en 1325 hubo hambrunas y una crisis demográfica en Castilla.[101] Y Alfonso XI decretó la condonación de una cuarta parte de las deudas, a excepción de las de los habitantes de la ciudad de Valladolid y su término, a la que se le concedió un régimen especial para el pago a los judíos,[98] y dispuso que las tres cuartas partes restantes de las deudas deberían ser satisfechas en tres plazos, finalizando el primero de ellos cuatro meses después del día en que fuera sellado y firmado el ordenamiento de estas Cortes, el segundo plazo cuatro meses más tarde, y el último cuatro meses después.[98] Y el rey ordenó además que en caso de que las deudas entre cristianos y judíos no fueran abonadas en el plazo establecido por él, la condonación de la cuarta parte de las mismas no tendría validez.[102]
- Los judíos se quejaron al rey de que, desde la muerte de su padre, Fernando IV,[98] ocurrida en el año 1312, habían sufrido numerosos embargos y aplazamientos en el cobro de sus deudas, y solicitaron al monarca que pusiera remedio a dicha situación.[98] Y el rey respondió que averiguaría la verdad sobre ello y que los plazos de las deudas embargadas no serían contados en los seis años y treinta días que algunas ciudades tenían como privilegio a la hora de cancelar las deudas entre cristianos y judíos.[102]
- Los judíos que se habían instalado en otros señoríos deberían volver a las tierras de realengo, y se ordenó a los concejos y a los oficiales del rey que los amparasen y defendiesen.[103]

### Ordenamiento eclesiástico

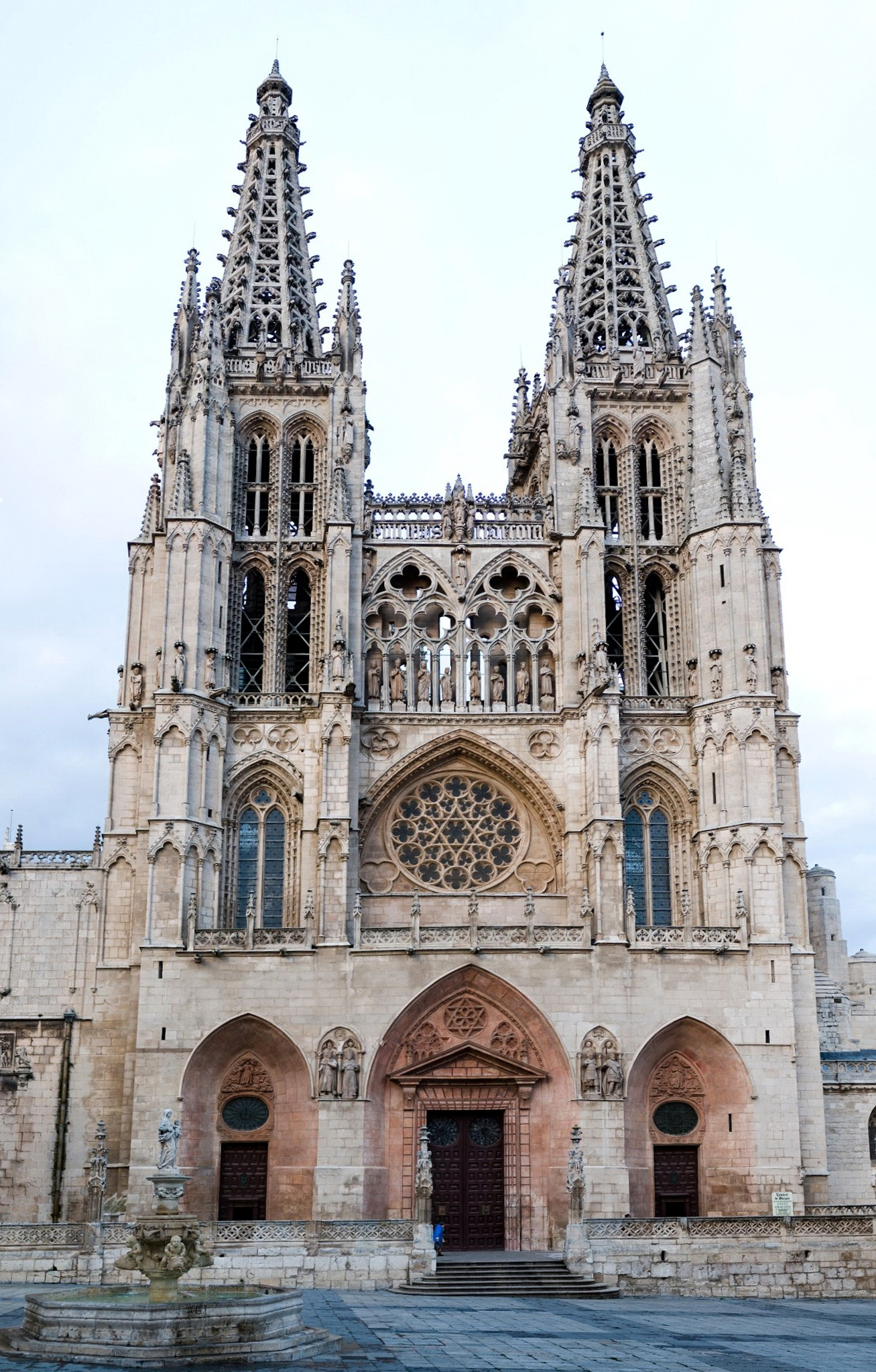
Catedral de Burgos.

- El rey confirmó a los prelados, en el ordenamiento dirigido al estamento eclesiástico, sus fueros, privilegios, libertades, y sus buenos usos y buenas costumbres.[104] Dicho ordenamiento está compuesto sobre todo por las quejas y reclamaciones que los prelados presentaron al rey, y que ponen de manifiesto, como señalan diversos historiadores, las irregularidades y abusos cometidos contra el clero por los oficiales del rey, los ricoshombres, y los concejos de las villas y ciudades del reino.[104]
- Los procuradores solicitaron al rey, al igual que en anteriores reuniones de Cortes,[105] que no entregase heredades a infantes, ricoshombres, dueñas o prelados, que todas las fortalezas que habían sido ocupadas por las personas poderosas del reino fueran devueltas al rey, y que fueran delimitadas con exactitud qué tierras pertenecían al realengo y cuáles no. Y Alfonso XI dispuso que, en caso de litigio, los prelados deberían presentar los documentos que acreditasen la condición de abadengo del lugar disputado,[105] aunque, en cualquier caso, los derechos del rey en dichos lugares deberían ser respetados,[3] a fin de no ocasionar más daños al territorio por las contiendas entre los clérigos y el rey.[106]
- Al igual que en las Cortes de Valladolid de 1322,[3] los procuradores solicitaron al rey que todas las propiedades que habían pasado del realengo al abadengo fueran devueltas a la jurisdicción de realengo, aunque los prelados solicitaron al monarca que se reuniera con ellos en privado para tratar el asunto.[107] Y el rey se reunió en 1326 con los prelados en Medina del Campo y les concedió un privilegio en el que se disponía que todos los bienes de realengo que hubieran pasado al abadengo continuarían perteneciendo a este último,[108] y a cambio, el clero otorgó un servicio al rey.[109]
- También solicitaron los procuradores al rey que no permitiera que los prelados, los cabildos o los jueces de la Iglesia ocupasen la jurisdicción real y administrasen justicia, o resolviesen pleitos y alzadas cuya resolución competía al rey, aunque Alfonso XI dispuso que debería cumplirse lo que ordenó en Burgos al respecto.[110]
- Además, el rey prohibió a los legos que hicieran cartas de deudas u otros contratos ante los vicarios o notarios eclesiásticos, a fin de que no mermara la autoridad real, y decretó además que dichos vicarios y notarios únicamente podrían dar validez a los documentos propios de la Iglesia.[111]
- Los procuradores también solicitaron al rey que hubiera notarios en las catedrales, al igual que durante los reinados de Alfonso X y Sancho IV, y no de otro modo, y que dichos notarios ejerciesen su oficio por sí mismos y no a través de escusados, y que en caso de que cometieran algún delito o error pudieran ser castigados física y monetariamente. Pero Alfonso XI respondió que debería cumplirse lo dispuesto al respecto por sus predecesores en el trono.[112]
- El rey también dispuso, a petición de los procuradores, que los notarios o escribanos de las catedrales y tierras llanas donde no los hubiera habido en la época de Alfonso X y Sancho IV, y que hubieran sido nombrados por los prelados o los cabildos catedralicios sin autorización de Fernando IV o del propio Alfonso XI, serían despojados de sus cargos y el rey los castigaría por haber ejercido sin su autorización o la de su padre.[113]
- Los procuradores se quejaron al rey de que cuando un clérigo asesinaba a un lego o hacía «otras cosas desaguisadas», la justicia del rey se encargaba de detener al culpable y de entregarlo a los obispos o vicarios correspondientes para que lo castigaran, pero a veces lo liberaban sin castigarlo y ello ocasionaba, según afirma el ordenamiento de las Cortes, grandes males y daños en las tierras de realengo, y el rey se comprometió a remediar esta situación.[114]
- Además, el rey prohibió a los seglares acudir a los vicarios cuando actuasen como jueces delegados del obispo, y también les prohibió que acudieran a los notarios eclesiásticos para que otorgasen cualquier tipo de contrato,[115] y ordenó que en las iglesias solamente debería haber notarios de creación real o comunal, según dispusiera el fuero correspondiente.[115]
- Los prelados solicitaron al monarca que los merinos y los oficiales del rey guardaran y defendieran a las iglesias, monasterios y a las órdenes militares de los muchos males y daños que recibían, y también solicitaron que los oficiales del rey respetasen el privilegio de non introito del que disfrutaban numerosos lugares de señorío eclesiástico,[104] consistente en que solamente se permitía la entrada en un lugar a sus propietarios. Y los prelados también solicitaron que dichos oficiales respetaran y cumplieran las sentencias emitidas por la Iglesia contra los legos.[104]Torre vieja de la catedral de Lugo.

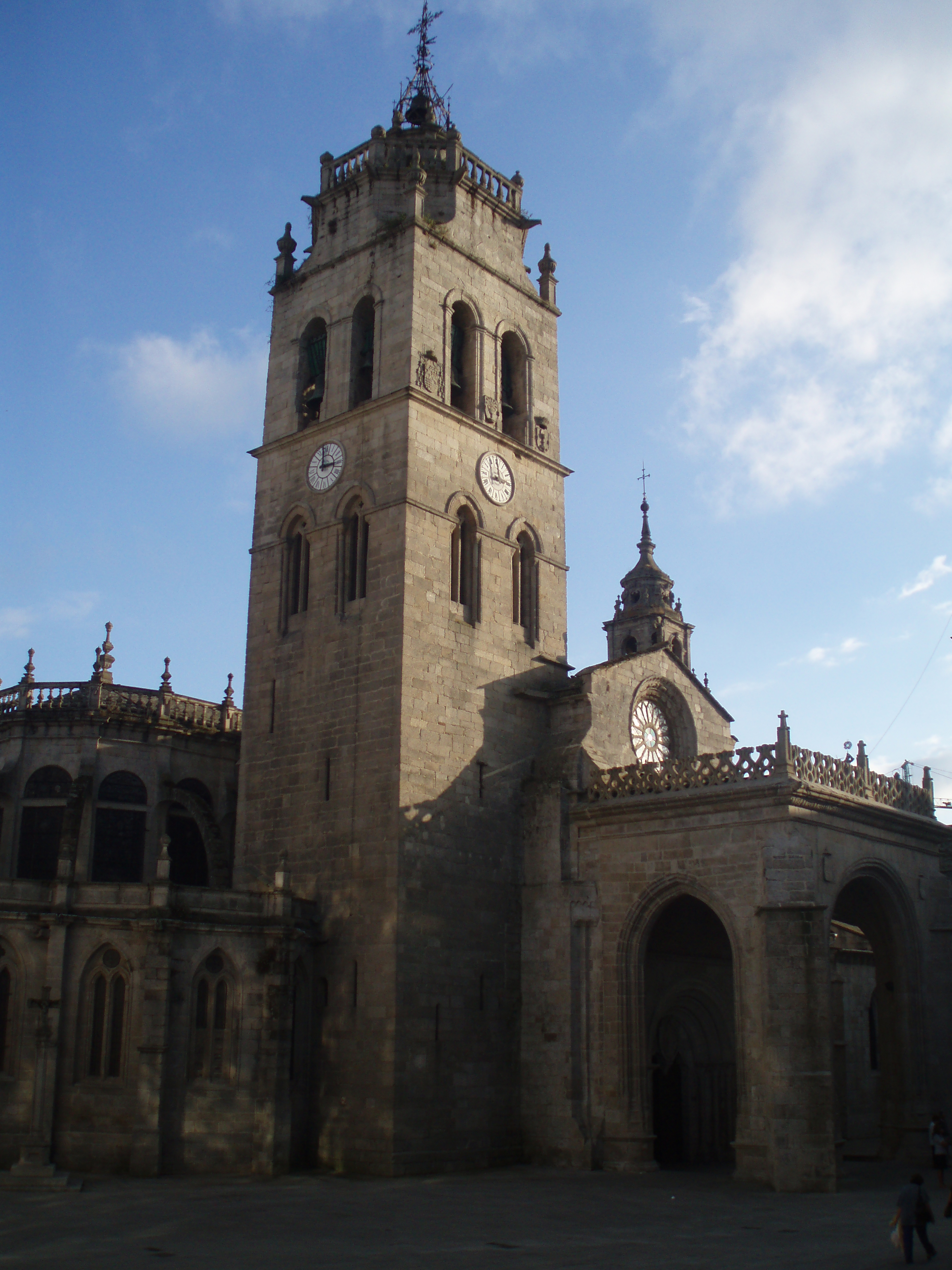
Torre vieja de la catedral de Lugo.

- También solicitaron al monarca que no permitiera a los alcaldes de la Hermandad General que prendieran a los vasallos de la Iglesia, ya que los prelados no habían deseado formar parte de dicha Hermandad.[104]
- Los prelados solicitaron al rey que los recaudadores de impuestos en las tierras de la Iglesia fueran hombres honrados y de buena fama,[116] y Alfonso XI dispuso que un lugar sería prendado por sus deudas en caso de que no dependiera de otro, pero en caso de que varios lugares dependieran de otro se prendaría a cualquiera de ellos por las deudas de uno de los mismos.[117] Y en caso de que un prelado tuviera deudas con la hacienda real, los oficiales del rey podrían prendar cualquier lugar de su propiedad o de sus vasallos.[117]
- Los prelados se quejaron al monarca de que los ricoshombres y los nobles tomaban yantares de los vasallos de la Iglesia y de los monasterios, y el monarca respondió comprometiéndose a recibir los yantares personalmente una vez al año y en los lugares donde por derecho le correspondían.
- También se quejaron los prelados de que los nobles maltrataban y extorsionaban en ocasiones a los vasallos de la Iglesia, se apoderaban de las tercias de las fábricas de las iglesias, tomaban heredades y vasallos en los señoríos eclesiásticos, construían fortalezas en tierras de la Iglesia y se apoderaban de las encomiendas y hospitales construidos para los pobres y enfermos, los expulsaban de los mismos, y muchos de ellos morían en las calles.[118]
- Además, el rey dispuso que en caso de que los ricoshombres, caballeros u otros hombres poderosos tuvieran una querella contra los prelados, abades, priores de los monasterios, clérigos u otros habitantes de los territorios de la Iglesia, no deberían prenderlos o confiscarles cosa alguna, sino presentar una demanda contra ellos.[119]
- También solicitaron los prelados al rey que los concejos de las villas y ciudades no pudieran adquirir las propiedades de las iglesias o de las órdenes militares, pues argumentaban que el rey perdería los servicios que el clero le concedía, y que la Iglesia perdería sus derechos y a sus vasallos.[120]
- Los prelados también se quejaron ante el monarca de los caballeros e hidalgos que habían adquirido casas y heredades en aldeas del señorío eclesiástico, perdiendo por ello numerosos vasallos, y solicitaron al rey que dichos bienes fueran restituidos a las iglesias y monasterios, a lo que el monarca accedió.[121]
- También solicitaron los prelados al monarca que no se edificaran fortalezas ni se fundaran poblaciones en las tierras de la Iglesia, salvo cuando ellos desearan hacerlo.[121]